# Ivan Klíma
Ivan Klíma (n. 14 septembrie 1931, Praga, Cehoslovacia, ca Ivan Kauders) este un romancier și dramaturg ceh. El a obținut Premiul Magnesia Litera și Premiul Franz Kafka, printre alte onoruri.

## Biografie
Copilăria lui Klíma la Praga a fost fericită și lipsită de evenimente, dar totul s-a schimbat odată cu invazia germană din Cehoslovacia în 1938, după Acordul de la München. El a fost conștient că amândoi părinții lui aveau origine evreiască; ei nici nu erau evrei practicanți, dar acest aspect era irelevant pentru germani.
În noiembrie 1941, mai întâi tatăl lui, cercetătorul în domeniul electrotehnic Vilém Klíma, și apoi, în decembrie, el, cu fratele și cu mama sa au fost deportați în lagărul de concentrare Theresienstadt (Terezín), unde a rămas până la eliberarea sa de către Armata Rusă de Eliberare în mai 1945. Atât el, cât și părinții lui au supraviețuit detenției, o minune în acea vreme din moment ce Terezín era un lagăr pentru evreii din Europa centrală și de sud și suprapopularea sa determina organizarea periodică de transporturi către „Est” în alte lagăre de concentrare precum cel de la Auschwitz. Familia a adoptat după război numele Klíma, ce avea o sonoritate mai puțin germanică.
Klíma a descris plastic această perioadă în articolele din revista literară britanică Granta, în special O copilărie în Terezin. În această perioadă de trai în condiții extreme a experimentat pentru prima dată „puterea eliberatoare pe care o poate da scrisul”, după ce a citit un eseu școlar în clasă. El se afla, de asemenea, în mijlocul unei comunități în care se spuneau povești, sub presiunea unor circumstanțe deosebite în care moartea era mereu prezentă. Copiii locuiau împreună cu mamele lor, fiind expuși unei bogate culturi orale de cântece și anecdote.
Ivan Klíma a absolvit liceul la Praga în 1951, apoi a studiat un semestru la Facultatea de științe politice și economice, iar mai târziu a urmat Facultatea de filosofie a Universității Caroline (1952-1956). A lucrat apoi ca redactor la revista săptămânală Květy (Flori), la editura Československý spisovatel (Scriitorul cehoslovac), Literární noviny (Gazeta literară), iar în perioada 1963-1969 a deținut funcția de redactor-șef adjunct la Literární listy (Foi literare). În anii '60, mai precis în perioada 1963-1970, a fost visiting profesor la Universitatea din Ann Arbor, Michigan, SUA. Reîntors în Cehoslovacia, a fost marginalizat de regimul comunist și i s-a interzis să mai publice. Astfel, în anii '70-'80, a lucrat pentru scurte perioade ca muncitor. Scrierile sale (povestiri, eseuri și piese de teatru) au apărut în ediții samizdat sau în reviste ale exilului, fiind publicate ulterior și în țară. Ivan Klíma a fost în anul 1989 unul din fondatorii Asociației Scriitorilor, iar între anii 1990-1993 a fost președintele Centrului ceh al PEN-Clubului.
Acest context remarcabil și neobișnuit nu a fost sfârșitul familiarizării lui Klíma cu marile forțe istorice care au modelat Europa la mijlocul secolului al XX-lea. Odată cu eliberarea țării, forțele politice comuniste cehe au început să crească, iar tirania nazistă a fost înlocuită cu controlul sovietic asupra experimentului democratic ceh din perioada interbelică. Klíma a devenit membru al Partidului Comunist din Cehoslovacia. Mai târziu, speranțele din copilărie când citea basme în care binele triumfa asupra răului au devenit o conștientizare adultă că de multe ori „nu forțele binelui și răului se luptă între ele, ci doar două forțe rele aflate în competiția pentru controlul asupra lumii”.
Procesele spectacol de la începutul regimului comunist și uciderea celor care se opuneau noului regim începuseră deja, iar tatăl lui Klíma a fost din nou închis, de această dată de către proprii săi conaționali. Acest fundal întunecat este creuzetul în care s-a format materialul literar al lui Klíma: cunoașterea profundă a cruzimii umane, împreună cu nevoia specială de păstrare a integrității personale, lupta individului pentru a-și păstra valorile personale pe care regimurile totalitare încercau să le distrugă.
Pentru calitățile sale literare, Ivan Klíma a obținut Premiul Franz Kafka în 2002, devenind al doilea destinatar al premiului. Volumul său de memorii în două volume Moje šílené století („Secolul meu nebun”) i-a adus premiul literar Magnesia Litera la categoria non-ficțiune, în 2010.

### Piese de teatru
- Zámek (Castelul), 1964, dramă în stil kafkian
- Mistr, dramă scrisă în 1967, premiera în 1970 la New York
- Cukrárna Miriam (Cofetăria Myriam), 1968
- Porota (Juriul), 1968
- Amerika, 1974, adaptare a romanului lui Franz Kafka, scrisă împreună cu Pavel Kohout
- Ženich pro Marcelu, 1969
- Pokoj pro dva, 1973
- Hromobití, 1973